# Bromovodík
Bromovodík je bezkyslíkatá plynná sloučenina vodíku a bromu s ostrým, nepříjemným zápachem a vzorcem HBr, a řadí se mezi halogenovodíky. Při rozpouštění ve vodě vzniká kyselina bromovodíková se stejným vzorcem. Tato látka je poměrně užitečná v organické chemii, užívá se na výrobu některých léčiv. Vodný roztok, který obsahuje 47,6% bromovodíku tvoří azeotropní směs, která má bod varu 124,3 °C.

## Výroba

### Průmyslová
Průmyslově se tato látka vyrábí reakcí plynného bromu s vodíkem při teplotě mezi 200 a 400 °C. Při reakci se užívají katalyzátory, obvykle platina nebo azbest.
Br2 + H2 —t, kat→ 2 HBr
Vzniklý produkt se následně ochlazuje na oddělení od nezreagovaného bromu, a vzniklý bromovodík je rozpouštěn ve vodě, a při tom je oddělen nezreagovaný vodík, který se ještě dá zužitkovat.

### Laboratorní
Za laboratorních podmínek se dá vyrábět reakcí bromidu draselného se silnou kyselinou, obvykle s ředěnou kyselinou sírovou nebo kyselinou trihydrogenfosforečnou.
2 KBr + H2SO4 → 2 HBr + K2SO4
Vzniká bromovodík, který se rychle rozpouští ve vodě, a při vypařování vody se z ní uvolňuje.
Při použití koncentrované kyseliny sírové dojde k oxidaci bromovodíku na brom.
2 HBr + H2SO4 → Br2 + SO2 + 2 H2O

## Využití

### Organická chemie
Při reakci s alkeny dochází k adici na nenasycenou vazbu:
CH2=CH-CH3 + HBr → CH3-CBrH-CH3
S alkyny reaguje podobně:
CH=C-CH + HBr → CH2=CBr-CH3
Je-li dostatek bromovodíku, reakce pokračuje takto:
CH2=CBr-CH3 + HBr → CH3-CBr2-CH3
Tyto adice se řídí Markovnikovovým pravidlem, avšak bromovodík jako jediný halogenovodík dokáže překonat toto pravidlo, podmínkou je světlo a kyslík. Reakce pak probíhá takto:
CH2=CH-CH3 + HBr → CH2Br-CH2-CH3
Tato látka reaguje s alkoholy za vzniku vody a bromderivátů:
R-OH + HBr → RBr + H2O

### Anorganická chemie
V anorganické chemii se používá na výrobu bromidů.

## Bezpečnost
Bromovodík je vysoce korozivní a žíravý. Je silně dráždivý při vdechnutí. Je to silná bezkyslíkatá kyselina. Silně reaguje se všemi zásadami (včetně aminů a amidů). Při reakci s boridy, sulfidy, fosfidy nebo karbidy produkuje toxické a hořlavé plyny. Při styku s mnoha kovy (hliník, zinek, vápník, hořčík, železo, cín a alkalické kovy) se uvolňuje vodík.